# Château de Gniew
Le château de Gniew est un château médiéval situé à Gniew en Pologne.

## Historique

### L'Ordre Teutonique
La construction du château débute après 1290 et dure quarante ans. Une fois achevé il devient le siège du commandeur de Gniew. Au début du XVe siècle la porte d'entrée est condamnée et à sa place une nouvelle, du côté est, est construite. À la même époque est agrandie la chapelle. Pendant la guerre du royaume de Pologne-Lituanie contre l'ordre Teutonique le château est pris par les forces polonaises sous la commande du châtelain Paweł de Wszeradów. Au cours de la guerre de Treize Ans le château est conquis par la Ligue de Prusse en 1454, malheureusement durant le siège, la forteresse brûle partiellement, de plus elle est reprise par les Teutoniques la même année. En 1463 le château est à nouveau assiégé, cette fois-ci par les forces polonaises sous les ordres de Piotr Dunin. Les chevaliers teutoniques tentent de le débloquer et la bataille de Zatoka Świeża s'ensuit. Le château capitule le 1er janvier 1464.

### Les starostes polonais
En vertu du traité de Thorn la Poméranie orientale dont Gniew est cédée à la Pologne. La forteresse devient le siège des starostes polonais. Le premier à exercer cette fonction, du 1466 à 1472 est Jakub Kostka. En 1565 les travaux de rénovation y sont menés. En 1623 au château séjourne le roi Sigismond III de Pologne. La forteresse est à deux reprises occupée par les Suédois, en 1625 puis en 1655. En 1657 au château sont détenus des prisonniers suédois.
À la seconde moitié du XVIIe siècle c'est Jean III Sobieski qui est le staroste de Gniew, encore avant son couronnement. Il fait construire dans l'enceinte du château un bâtiment de style baroque pour son épouse Marie Casimire Louise de La Grange d'Arquien.

### La Prusse
Après le premier partage de la Pologne, la Poméranie est redevenue prussienne. Le château change de fonction plusieurs fois, il sert de grenier dès la fin du XVIIIe siècle. Dans les années 1855-1859 la forteresse est réaménagée et change d'apparence. Le fossé est comblé.

### Après 1920
En vertu du traité de Versailles, Gniew revient à la Pologne. En 1921 le château est ravagé par un incendie. Pendant le Seconde Guerre mondiale l'occupant allemand transforme le château en prison. La reconstruction du site commence dans les années 1968-1974, la forteresse retrouve alors son apparence du Moyen Âge. La seconde étape de la reconstruction débute en 1992.